# Sargé-sur-Braye
Sargé-sur-Braye är en kommun i departementet Loir-et-Cher i regionen Centre-Val de Loire i de centrala delarna av Frankrike. Kommunen ligger i kantonen Mondoubleau som tillhör arrondissementet Vendôme. År 2022 hade Sargé-sur-Braye 956 invånare.

## Befolkningsutveckling
Antalet invånare i kommunen Sargé-sur-Braye
| Referens: INSEE |